# Observatoř Paula Wilda

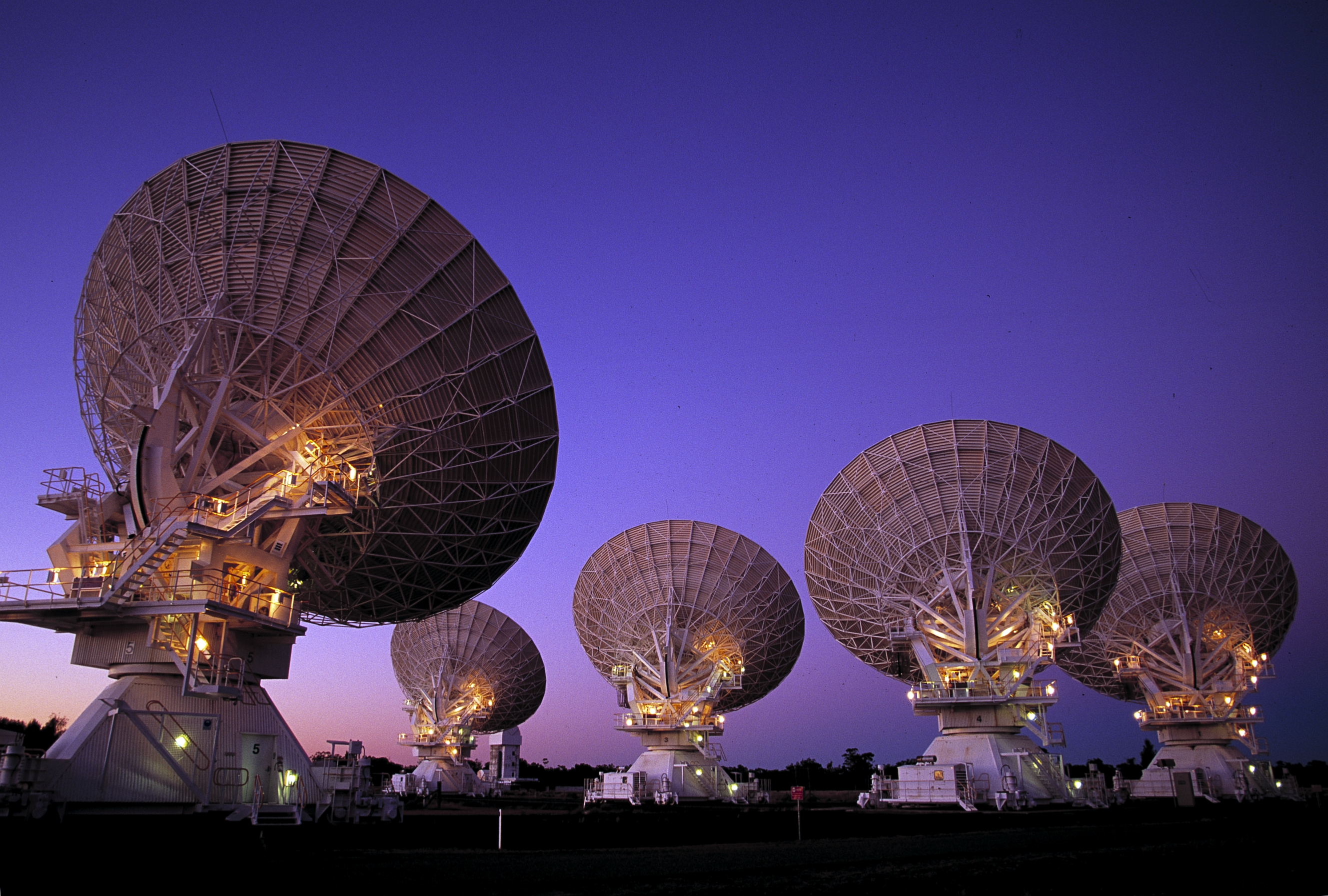
Kompaktní síť antén radioteleskopu ATCA tvoří část observatoře

Observatoř Paula Wilda (anglicky: Paul Wild Observatory) je observatoř ležící v blízkosti australského města Narrabri ve svazovém státu Nový Jižní Wales, pod správou řídící federální vládní agentury CSIRO. Název získala po australském radioastronomu britského původu Paulu Wildovi (1923–2008).
V blízkosti observatoře se nacházejí další dva vědecké objekty. Narrabri Stellar Intensity Interferometer fungující v letech 1963–1974, jenž se stal prvním astronomickým zařízením k měření průměru hvězd ve viditelné části spektra. Druhým zařízením je observatoř zaměřená na kosmické záření Bohema Creek Cosmic Ray Observatory.

## Jednotky observatoře
Observatoř obsahuje několik astronomických vědeckých zařízení k výzkumu hlubokého vesmíru i sluneční aktivity.
- Radioteleskop Australia Telescope Compact Array složený z šesti antén,[1]
- Hvězdný interferometr Univerzity v Sydney (Sydney University Stellar Interferometer)[2],
- Měřící uzel Birminghamské sítě slunečních oscilací (Birmingham Solar Oscillations Network, BiSON), otevřený 1992 jako poslední z šesti měřících zařízení celosvětové sítě, se sídlem projektu na Univerzitě v Birminghamu a Sheffield Hallam University[3],
- Předpověďní služba stavu ionosféry.